# Minne van der Staal
Minne van der Staal (Akkerwoude, 17 juni 1879 – Alkmaar, 16 november 1946) was een Nederlands schrijver en journalist. Zijn verhalen en boeken hebben een evangeliserende strekking. Van der Staal was een zoon van Jacob Dirks van der Staal en Beitske Minnes Dijkstra.

## Biografie
Van der Staal was een van de redacteuren van De Rotterdammer (een voorloper van Trouw) in 1903. Tussen 1907 en 1916 was hij medewerker van deze krant. Hij werkte ook voor de Stichtse Courant en voor de politieke partij ARP.
De protestantse principes van Van der Staal blijken onder andere uit het adres dat hij in 1907 schreef aan de gemeenteraad van Rotterdam over de afschaffing van de kermis.
In 1916 bezocht Van der Staal als journalist Marken, Bunschoten en Spakenburg, die ernstig waren getroffen door de watersnood van 1916. In opdracht van het Watersnood-Comité schreef hij later dat jaar het boek Januari-vloed.
Van der Staal schreef onder verschillende pseudoniemen: als M. Jacobs (in Timotheüs), als M. van der Duin (bij uitgeverij Kok te Kampen) als Peter Grossman (bij Bosch te Baarn) en als Petrus Kruisman (bij Bredée te Rotterdam) en als S. van Wouden in De Rotterdammer.
Van der Staal trouwde in 1904 met Zwaantje de Wit (overleden in 1942) en werd begraven op de Algemene Begraafplaats in Harlingen.

### Romans en novellen
- 1912/13 - Tot arbeid geroepen
- 1914 - Anneke Jansz.
- 1915 - Zonen der kerels
- 1915 - Op leven en dood: geschiedenis van den Grooten Oorlog
- 1916 - Bange dagen
- 1916 - Januari-vloed, over de watersnood van 1916
- 1914/18 - Op leven en dood
- 1923 - Kris uit de nachtbuurt (onder het pseudoniem Petrus Kruisman)
- 1923 - Door zijn groote liefde (onder het pseudoniem Peter Crosman)
- 1924 - Om een menschenziel (onder het pseudoniem S. van Wouden)
- ca. 1925 - Van moeite en Kruis
- 1926 - Mathe Kaja (onder het pseudoniem S. van Wouden)
- 1926 - De Herder roept! (onder het pseudoniem M. Jacobs)
- 1927 - De kleinzoon van den hofprediker (onder het pseudoniem M. Jacobs)
- 1927 - Het Evangelie der armen (onder het pseudoniem M. Jacobs)
- 1927 - Afwaarts (onder het pseudoniem M. Jacobs)
- 1927 - Admiraal Swartenhondt (onder het pseudoniem M. van der Duin)
- 1928 - Opwaarts (onder het pseudoniem M. Jacobs)
- 1928/29 - Ben Adam (vervolgverhaal Timothetis; onder het pseudoniem M. Jacobs)
- 1928 - De mensch . . . . meester (onder het pseudoniem M. Jacobs)
- 1929 - In het legioen (onder het pseudoniem M. van der Duin)
- 1932 - Tierck Hiddes, de Friesche admiraal (historische roman, onder het pseudoniem M. van der Duin)
- 1934 - Tot arbeid geroepen
- 1934 - De groote liefde
- 1934 - De Godsgezant Frederik van Hallum, een voorlooper van Thomas a Kempis
- 1936 - Het masker van Nippon, een spionageroman waarin hij beschrijft hoe Japan grootmacht wilde worden en van plan was Nederland uit Indonesië te verdrijven[3]
- 1945 - Kappie Marie: een held uit de ondergrondsche beweging
- 1947 - Onder de krijgsbanier

### Jeugdliteratuur
- 1904 - Bastiaan, de Rotterdamsche straatjongen
- Een schaap in 's levens woestenij
- 1923 - Hoe Johann Schrill zijn Vriend vond (onder het pseudoniem Petrus Kruisman)

### Diversen
- 1930 - 'Voor honderd jaar' (historische studie in De Rotterdammer, onder het pseudoniem S. van Wouden)